# 准噶尔报春
准噶尔报春（学名：Primula nivalis var. farinosa）为报春花科报春花属下的一个变种。

## 扩展阅读
- 維基物種上的相關：准噶尔报春